# Lavérune
Lavérune este o comună în departamentul Hérault din sudul Franței. În 2009 avea o populație de 2.721 de locuitori.

## Evoluția populației
| An        | 1975  | 1982  | 1990  | 1999  | 2006  | 2009  |
| --------- | ----- | ----- | ----- | ----- | ----- | ----- |
| Populație | 1.254 | 1.752 | 2.090 | 2.603 | 2.702 | 2.721 |